# طراد خفيف
الطراد الخفيف هو نوع من السفن الحربية الصغيرة أو المتوسطة الحجم  بدأ تصنيعها لتحل محل الطرادات الكبيرة المكلفة مع تدريع قوي وكثرة الاسلحة عليها وتعمل بمحركات توربينية. المصطلح عبارة عن اختصار لعبارة «طراد مدرع خفيف»، يصف سفينة صغيرة مصفحة بدروع بنفس طريقة الطراد المدرع. كان تصنيف الطرادات يتم حسب الإزاحة، فالطراد الخفيف  لاتتجاوز إزاحته 10000 طن والطَّراد الثقيل إزاحته أكثرنمن 10000 طن.      

## التاريخ

### الحرب العالمية الأولى
بحلول الحرب العالمية الأولى، غالبًا ما كانت الطرادات البريطانية الخفيفة مسلحة إما بمدافع من عيار 6 بوصة (152 مـم) أو ثمانية 4 بوصة (102 مـم).  في حين تطورت الطرادات الخفيفة الألمانية خلال الحرب بمدافع من عيار 4.1 بوصة (104 مـم) إلى 5.9 بوصة (150 مـم). استمر إنشاء الطرادات في بريطانيا دون انقطاع حتى تم تعيين الأدميرال «جاكي» فيشر كرئيس للبحر في عام 1904. ويرجع ذلك جزئيًا إلى الرغبة في تقليص النفقات الزائدة في ضوء التكلفة المتزايدة لمواكبة الإنتاج البحري الألماني. اعتقد فيشر بأن طرادات المعركة ستحل محل الطرادات الخفيفة لحماية الشحن التجاري. 

## تصنيف الولايات المتحدة البحرية
- طراد مدرع
- طراد معركة
- الطراد الثقيل
- قائمة طرادات الحرب العالمية الثانية
- الطراد المحمية
- طراد غير محمي